# Descriptions automatiques
Descriptions automatiques är tre korta pianostycken från 1913 av den franske tonsättaren Erik Satie. Styckena har titlarna Sur un vaisseau: Assez lent, Sur une lanterne: Lent respektive Sur un casque.